# 준비됐어요
《준비됐어요》는 KBS 2TV 해피선데이에서 방송된 코너 프로그램 1박 2일의 전신이다.

## 멤버
강호동, 지상렬, 이수근, 은지원, 김종민, 노홍철

## 방영 목록
- 1회 (2007년 5월 6일)
- 2회 (2007년 5월 13일)
- 3회 (2007년 5월 20일)
- 4회 (2007년 5월 27일)
- 5회 (2007년 6월 3일)
- 6회 (2007년 6월 10일)
- 7회 (2007년 6월 17일)
- 8회 (2007년 6월 24일)
- 9회 (2007년 7월 1일)
- 10회 (2007년 7월 8일)
- 11회 (2007년 7월 15일)
- 12회 (2007년 7월 29일)

## 시청률

### 2007년
| 회차 | 방송 일자       | 전국 시청률(증감치) |
| ---- | --------------- | ------------------- |
| 1회  | 2007년 5월 6일  | 5.8%                |
| 2회  | 2007년 5월 13일 | 5.7%(-0.1)          |
| 3회  | 2007년 5월 20일 | 6.3%(+0.6)          |
| 4회  | 2007년 5월 27일 | 7.0%(+0.7)          |
| 5회  | 2007년 6월 3일  | 5.2%(-1.8)          |
| 6회  | 2007년 6월 10일 | 4.6%(-0.6)          |
| 7회  | 2007년 6월 17일 | 6.0%(+1.4)          |
| 8회  | 2007년 6월 24일 | 6.6%(+0.6)          |
| 9회  | 2007년 7월 1일  | 9.0%(+2.4)          |
| 10회 | 2007년 7월 8일  | 11.1%(+2.1)         |
| 11회 | 2007년 7월 15일 | 7.0%(-4.1)          |
| 12회 | 2007년 7월 29일 | 4.8%(-2.2)          |

| 회차 | 방송 일자       | 전국 시청률(증감치) |
| ---- | --------------- | ------------------- |
| 1회  | 2007년 5월 6일  | 5.1%                |
| 2회  | 2007년 5월 13일 | 5.8%(+0.7)          |
| 3회  | 2007년 5월 20일 | 6.1%(+0.3)          |
| 4회  | 2007년 5월 27일 | 7.6%(+1.5)          |
| 5회  | 2007년 6월 3일  | 5.4%(-2.2)          |
| 6회  | 2007년 6월 10일 | 4.1%(-1.3)          |
| 7회  | 2007년 6월 17일 | 4.9%(+0.8)          |
| 8회  | 2007년 6월 24일 | 5.9%(+1.0)          |
| 9회  | 2007년 7월 1일  | 9.0%(+3.1)          |
| 10회 | 2007년 7월 8일  | 9.9%(+0.9)          |
| 11회 | 2007년 7월 15일 | 7.1%(-2.8)          |
| 12회 | 2007년 7월 29일 | 5.2%(-1.9)          |